# Kathedrale von Lamego

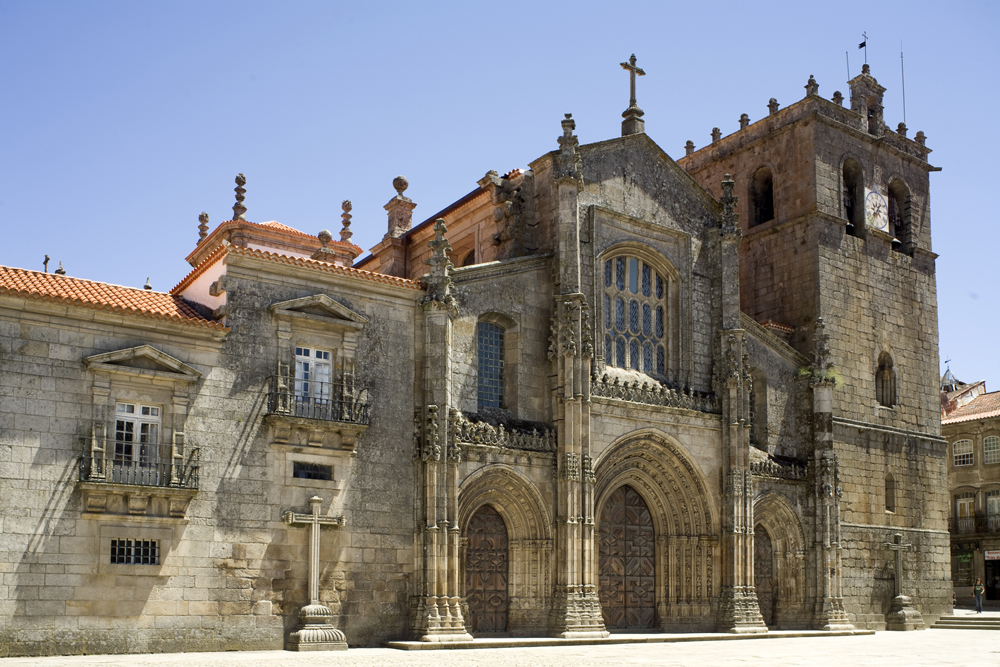
Kathedrale von Lamego

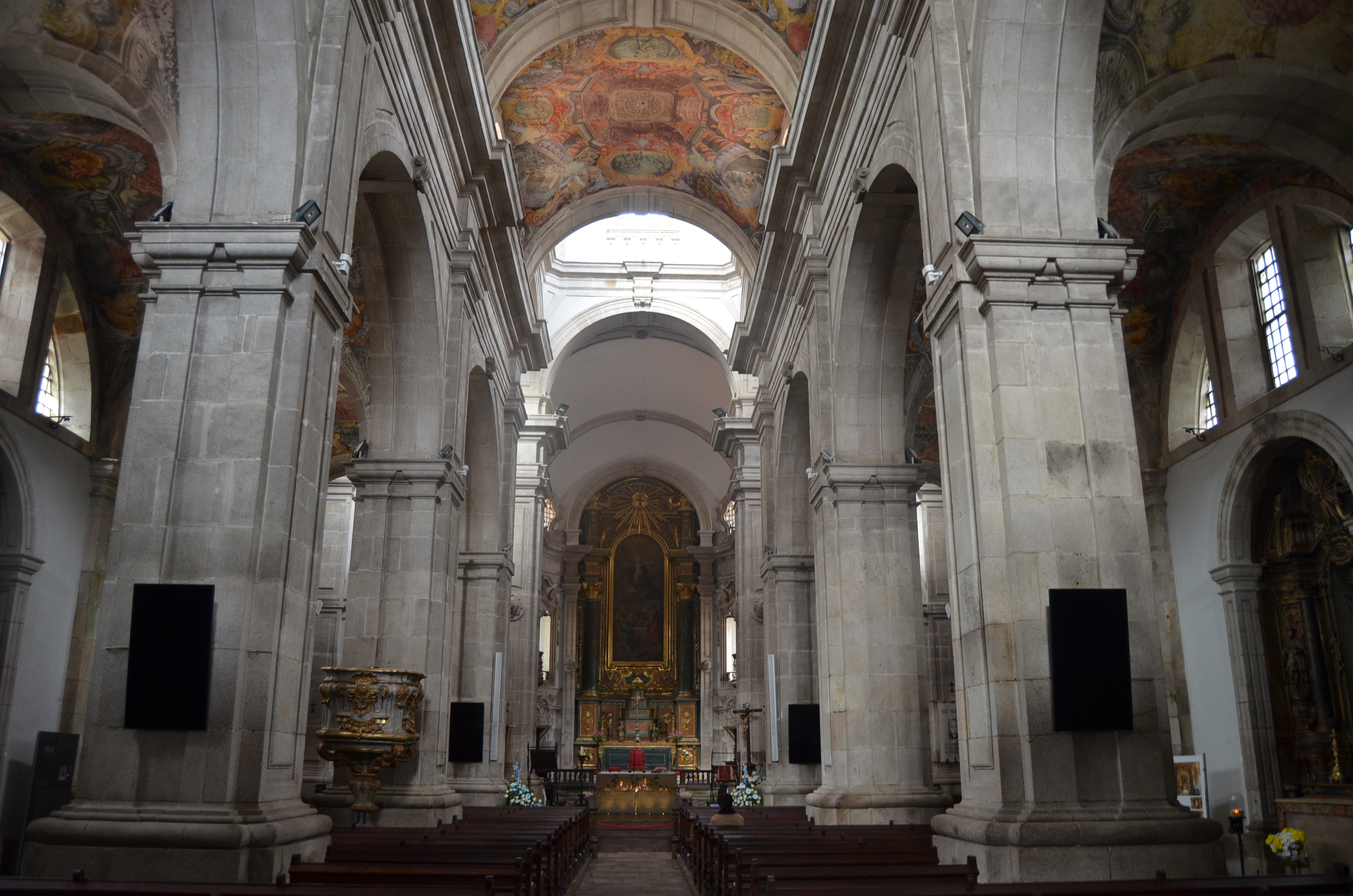
Kathedrale von Lamego, Innenansicht

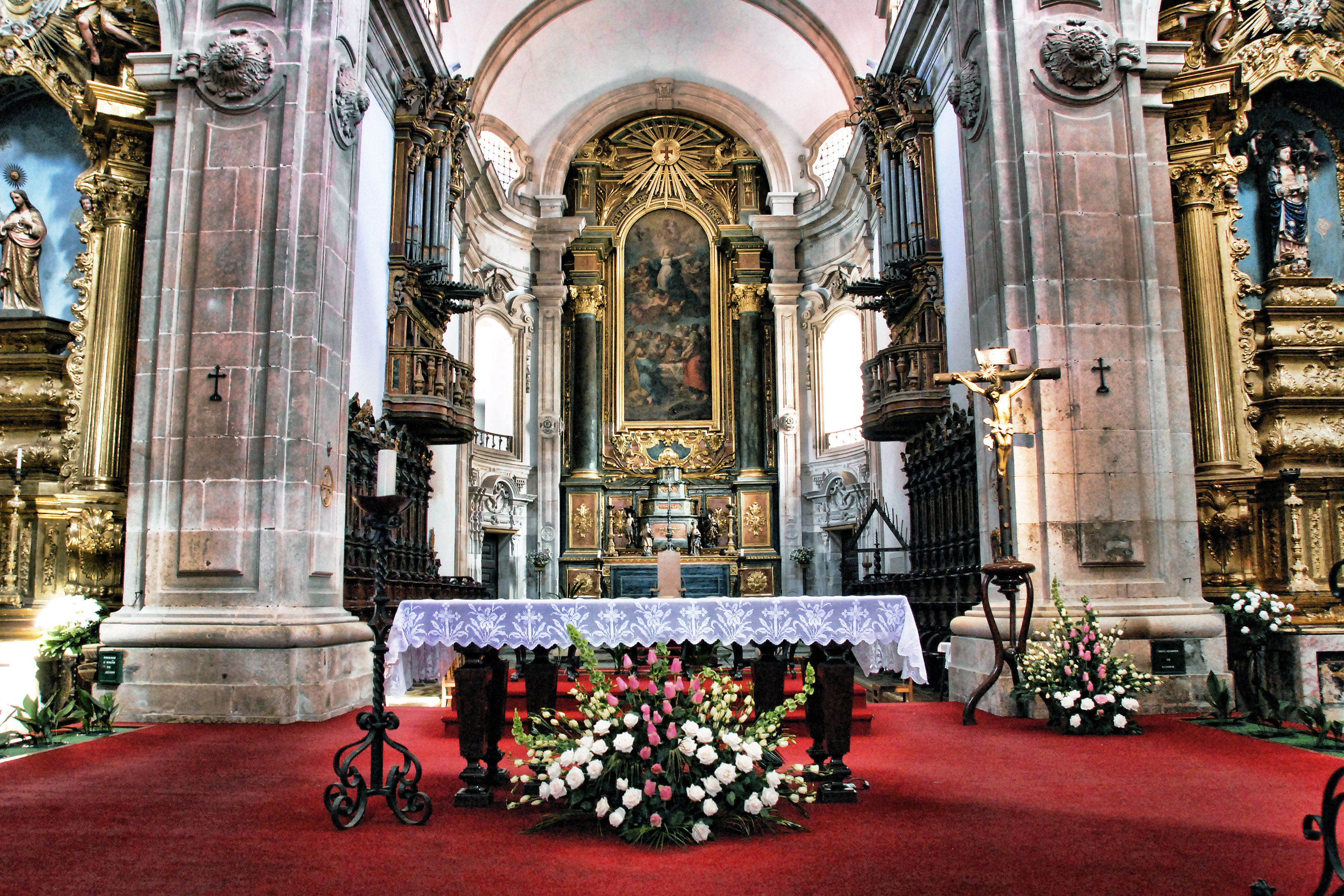
Kathedrale von Lamego, Chorbereich

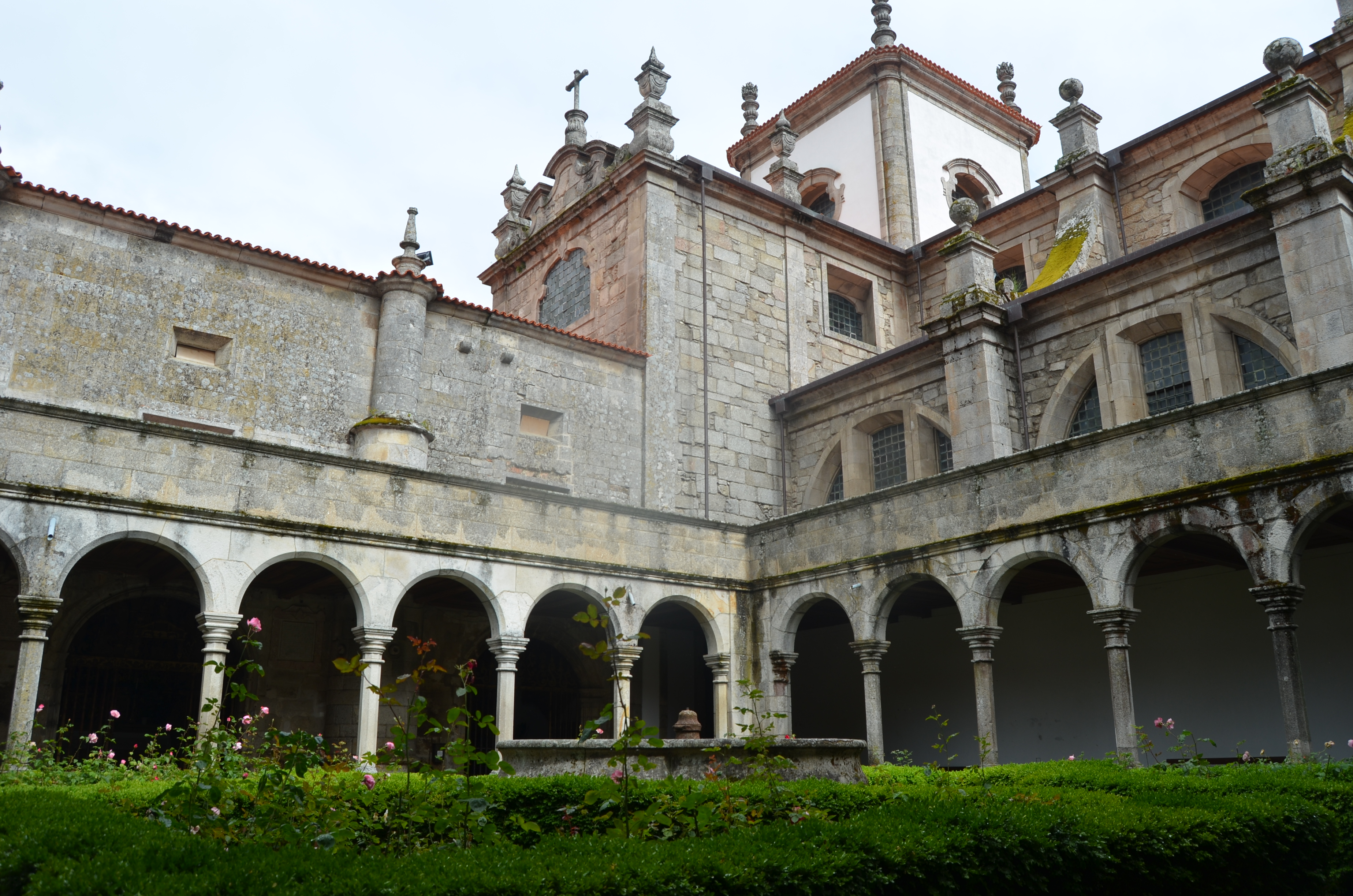
Kreuzgang (claustro) der Kathedrale

Die der Himmelfahrt Mariens geweihte Kathedrale von Lamego (portugiesisch Sé Catedral de Nossa Senhora da Assunção) in der nordportugiesischen Stadt Lamego ist der Sitz des römisch-katholischen Bistums Lamego.

## Lage
Die Kathedrale befindet sich wenige Meter außerhalb der ca. 500 m hoch und knapp 1 Kilometer westlich des Rio Balsemão gelegenen Altstadt von Lamego.

## Geschichte
Das Bistum Lamego entstand möglicherweise bereits in den Jahren um 570; jedenfalls sind Bischofsnamen aus dieser Zeit bekannt. Spuren seines Weiterlebens finden sich auch in der Zeit der islamisch-maurischen Besetzung. Nach der Rückeroberung (reconquista) des Nordens des heutigen Portugals durch Ferdinand I. von León im Jahr 1057 existierte es de facto weiter, doch erst vier Jahre nach der Unabhängigkeit Portugals (1139) wurde das Bistum im Jahr 1143 durch König Alfons I. neugegründet. Aus dieser Zeit stammt noch der Glockenturm der heutigen Kathedrale, die jedoch im 16. Jahrhundert im Stil der Spätgotik bzw. der Renaissance grundlegend verändert wurde. Am 30. September 1881 ordnete Papst Leo XIII. in der Bulle Gravissimum das Bistum Lamego dem Erzbistum Braga als Suffraganbistum bei.

## Architektur
Die Portalfassade der dreischiffigen und gerade, d. h. apsidenlos schließenden Kathedrale macht von außen einen eher gotischen Eindruck; die Portalgewände sind mit kleinen menschlichen Figuren, Fabelwesen und vegetabilischen Rankenwerk geschmückt. Das Maßwerk des großen Westfensters zeigt bereits Renaissanceformen. Auch das Innere des Bauwerks ist deutlich von der Geradlinigkeit und Klarheit der Kunstauffassung der Renaissance geprägt; besonders hervorzuheben sind die an das Pantheon in Rom erinnernden Fenster in den Seitenschiffen und der im Grundriss quadratische barocke Laternenturm über der Vierung.

## Ausstattung
Im Jahr 1738 erhielt der in Italien geborene aber bereits seit dem Jahr 1723 in der Umgebung von Porto lebende und arbeitende Künstler Nicolau Nasoni den Auftrag, Deckenfresken mit Themen des Alten Testaments zu gestalten. Inwieweit er die Arbeiten selbst ausführte oder deren Ausführung den Mitarbeitern seiner Werkstatt überließ, ist unklar. Beachtenswert sind auch die drei Barockaltäre der Kirche. Die beiden Orgeln im Chor wurden im Jahr 1753 eingebaut. Altarretabel und Kanzel stammen ebenfalls aus der Zeit des Barock.

## Kreuzgang
Der nur in Teilen zweigeschossige Kreuzgang (claustro) auf der Nordseite der Kirche entstand in den Jahren 1523 bis 1564; seine Stützen haben einen achteckigen Querschnitt. Einige Kapitelle stammen wahrscheinlich noch von einem gotischen Vorgängerbau. In der Mitte des Kreuzgangs befindet sich ein großes vierpassförmiges Brunnenbecken.